# Jouer avec le feu
Jouer avec le feu (auch À la hauteur, internationaler englischsprachiger Titel The Quiet Son) ist ein Filmdrama von Delphine und Muriel Coulin. Der Film mit Vincent Lindon als alleinerziehender Vater und Benjamin Voisin und Stefan Crepon als seine beiden Söhne basiert auf dem Roman Was es braucht in der Nacht von Laurent Petitmangin und feierte Anfang September 2024 bei den Internationalen Filmfestspielen von Venedig seine Premiere, wo er im Wettbewerb für den Goldenen Löwen gezeigt wurde. Im Januar 2025 kam der Film in die französischen Kinos.

## Handlung
Der um die 50 Jahre alte Pierre muss nach dem Tod seiner Frau seine beiden Söhne, den 22-jährigen Fus und seinen jüngeren Bruder Louis, alleine großziehen. Sie leben in der französischen Region Grand Est. Die drei stehen sich sehr nahe. Pierre ist Eisenbahnarbeiter und überwiegend nachts als Oberleitungsreparateur bei der SNCF tätig.
Der 19-jährige Louis ist ein eher verschlossener Typ und einer der besten Schüler seines Abiturjahrgangs. Er steht kurz davor, sein Zuhause zu verlassen, um in Paris Literatur zu studieren. Sein Bruder hat keinerlei akademische Ambitionen und würde gerne eine technische Ausbildung, zum Beispiel zum Metallarbeiter, beginnen. Fus spielt in einem Amateurfußballverein. Seine deutsche Mutter hatte dem talentierten Fußballer diesen Spitznamen gegeben als sie noch lebte. Nach einem wichtigen Sieg seiner Mannschaft geht Pierre in die Umkleidekabine, um Fus zu gratulieren, und sieht diesen umgeben von mehreren faschistisch aussehenden Jungs mit Glatzen, Bomberjacken und Tattoos. Der Vater ist beunruhigt.
Als Pierre bemerkt, dass Fus immer tiefer in die rechte Szene abdriftet, versucht er seinen Sohn zur Rede zu stellen. Für Pierre, einen Linken aus der Arbeiterklasse, steht das Verhalten seines Sohns im völligen Gegensatz zu seinen eigenen Werten. Das Gespräch hat jedoch zur Folge, dass die Kluft zwischen ihnen nur noch größer wird.
Pierre ist geschockt als ihm ein Arbeitskollege erzählt, dass er glaubt, Fus sei unter den jungen Faschisten gewesen, die an diesem Tag vor dem Bahnwerk auftauchten. Er verfolgt  seinen Sohn zu einer verlassenen Fabrik, in der eine Gruppe von Skinheads Gewichte hebt und sich in MMA-Kämpfen misst.

## Literarische Vorlage

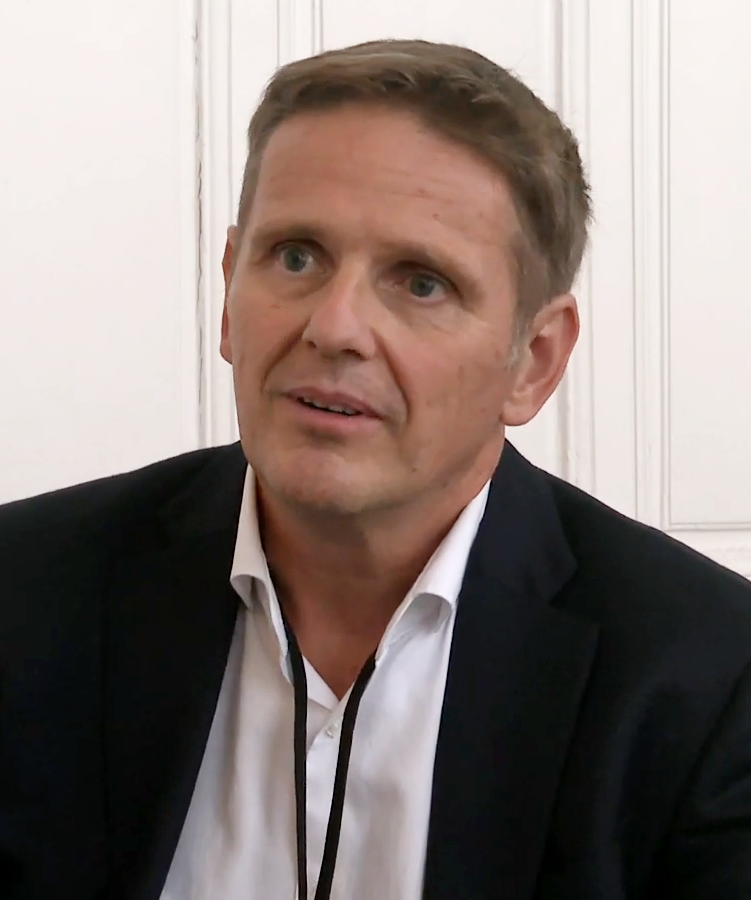
Autor Laurent Petitmangin

Der Film basiert auf dem Roman Ce qu'il faut de nuit von Laurent Petitmangin. In einer deutschen Übersetzung wurde dieser unter dem Titel Was es braucht in der Nacht veröffentlicht. In dem Roman wird die Geschichte der Liebe eines alleinerziehenden Vaters zu seinen Söhnen erzählt. Als seine Frau stirbt, steht er jedoch mit seinen Jungs, dem 10-jährigen Fus und dem 7-jähirgen Gillou, allein da.

## Produktion

### Filmstab und Besetzung
Regie führten die Schwestern Delphine und Muriel Coulin, die gemeinsam auch das auf Petitmangins Roman basierende Drehbuch schrieben. Sie arbeiteten bereits für die Filme 17 Mädchen und Die Welt sehen zusammen.17 Mädchen war im Rahmen des  César 2012 als bester Debütfilm nominiert.
Vincent Lindon spielt den alleinerziehenden Pierre und Benjamin Voisin seinen Sohn Fus. Stefan Crepon spielt dessen jüngeren Bruder Louis. In weiteren Rollen sind Sophie Guillemin, Denis Simonetta und Hugo Bariller zu sehen.

### Dreharbeiten und Filmschnitt
Die Dreharbeiten fanden ab Mitte Mai bis Mitte Juli 2023 unter anderem in der französischen Region Grand Est statt. Als Kameramann fungierte der Belgier Frédéric Noirhomme.
Für den Schnitt zeichneten Béatrice Herminie und Pierre Deschamps verantwortlich.

### Filmmusik und Veröffentlichung
Die Filmmusik schuf der Pole Paweł Mykietyn. Er arbeitete in der Vergangenheit mit Małgorzata Szumowska für die meisten ihrer Filme und zuletzt für EO mit Jerzy Skolimowski zusammen.
Der Film feierte am 4. September 2024 bei den Internationalen Filmfestspielen von Venedig seine Premiere. Im Oktober 2024 wurde er beim Chicago International Film Festival gezeigt und im November 2024 beim Arras Film Festival. Im Januar 2025 wurde der Film beim Tromsø International Film Festival gezeigt. Der Kinostart in Frankreich und in der Romandie war am 22. Januar 2025. Mitte, Ende April 2025 wurde er beim San Francisco International Film Festival gezeigt und Ende April, Anfang Mai 2025 bei Crossing Europe. Ende Juni, Anfang Juli 2025 sind Vorstellungen beim Filmfest München geplant.

## Rezeption

### Kritiken
Jouer avec le feu erhielt ein gemischtes Presseecho, was sich auch in den Auswertungen US-amerikanischer Aggregatoren widerspiegelt. So erfasst Rotten Tomatoes 50 % wohlwollende Besprechungen. Es folgen einige repräsentative Pressestimmen: 

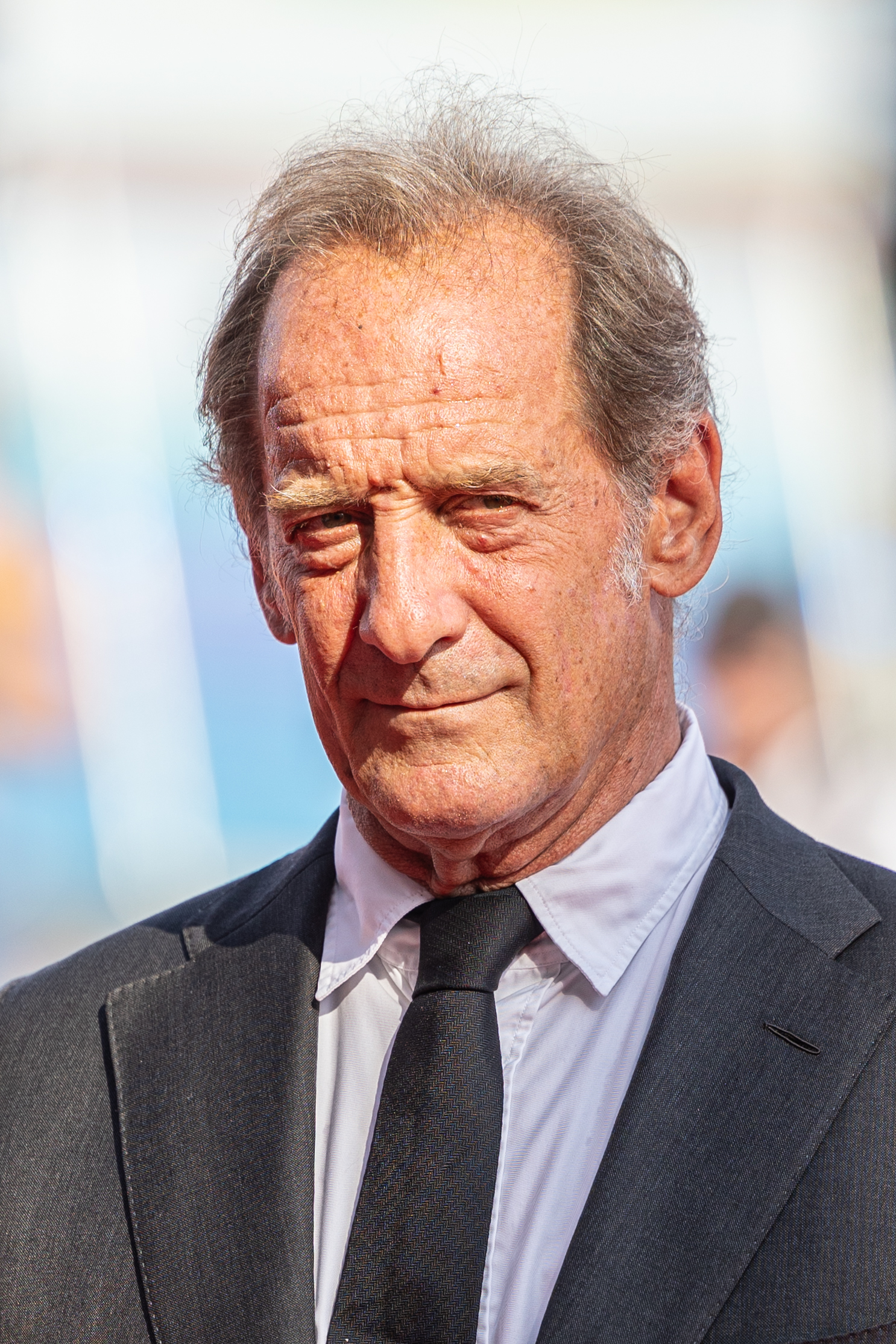
Vincent Lindon spielt Pierre

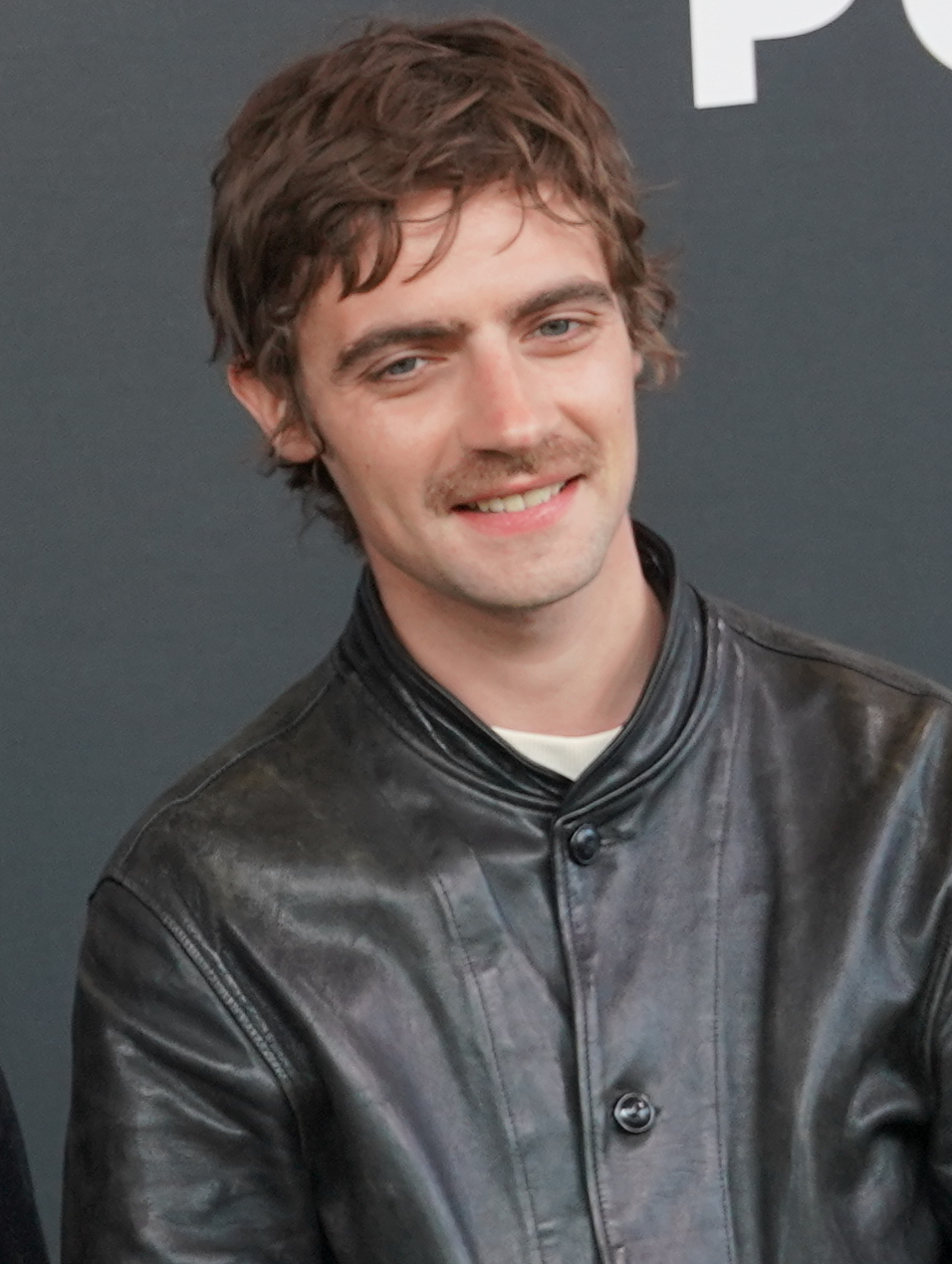
Stefan Crepon spielt Louis

Jordan Mintzer von The Hollywood Reporter schreibt in seiner Kritik, nach dem Erfolg von Marine Le Pens Partei Rassemblement National bei den jüngsten Wahlen in Frankreich könne Jouer avec le feu kein zeitgemäßeres Werk sein, insbesondere weil die Geschichte in der französischen Region Grand Est spielt, wo jahrzehntelange steigende Arbeitslosigkeit einer Welle rechtsradikalen Protests Tür und Tor geöffnet hat. Er hofft, dass der Film auch in anderen Ländern gezeigt wird. Vincent Lindon habe in seiner langen Karriere schon oft Charaktere der Arbeiterklasse gespielt und passe daher wie geschaffen in die Rolle des Vaters Pierre, eines Mannes, der nachts arbeitet, damit er tagsüber seine Söhne großziehen kann. Benjamin Voisin hingegen verkörpere Fus‘ viele Widersprüche mit explosiver Zurückhaltung. In manchen Szenen sei er verspielt und ein lebenslustiger älterer Bruder, der gerne abhängt, Witze macht, herumliegt und im Fernsehen Sport guckt, und in anderen werde er zutiefst introvertiert und verhalte sich wie ein verletztes Tier, das am liebsten auf seine Mitmenschen losgehen würde. Stefan Crepon wiederum porträtiere seinen Bruder Louis mit Feingefühl und Zärtlichkeit.
Fabien Lemercier vom Online-Filmmagazin Cineuropa resümiert in seiner Kritik, paradoxe väterlicher und brüderlicher Liebe würde in dem Film von den drei Hauptdarstellern ideal verkörpert und durch eine ebenfalls sehr präzise Inszenierung hervorgehoben. Auch ihr Alltag werde sehr realistisch dargestellt. Dabei würden  Verwirrungen und ideologische Gefahren der heutigen Zeit mit großer Kraft und Menschlichkeit zum Ausdruck kommen.

### Auszeichnungen
Chicago International Film Festival 2024
- Nominierung im International Feature Competition
- Auszeichnung als Bester Hauptdarsteller (Benjamin Voisin)[7][16]

Göteborg Film Festival 2025
- Nominierung im Internationalen Wettbewerb für den Dragon Award (Delphine Coulin und Muriel Coulin)[17]

Internationale Filmfestspiele von Venedig 2024
- Nominierung im Wettbewerb für den Goldenen Löwen
- Auszeichnung mit der Coppa Volpi für den bester Darsteller (Vincent Lindon)
- Auszeichnung mit dem Leoncino d'Oro (Delphine Coulin und Muriel Coulin)[18]

Prix Palatine 2025
- Auszeichnung als Bester französischer Film[19]